# داتونگ

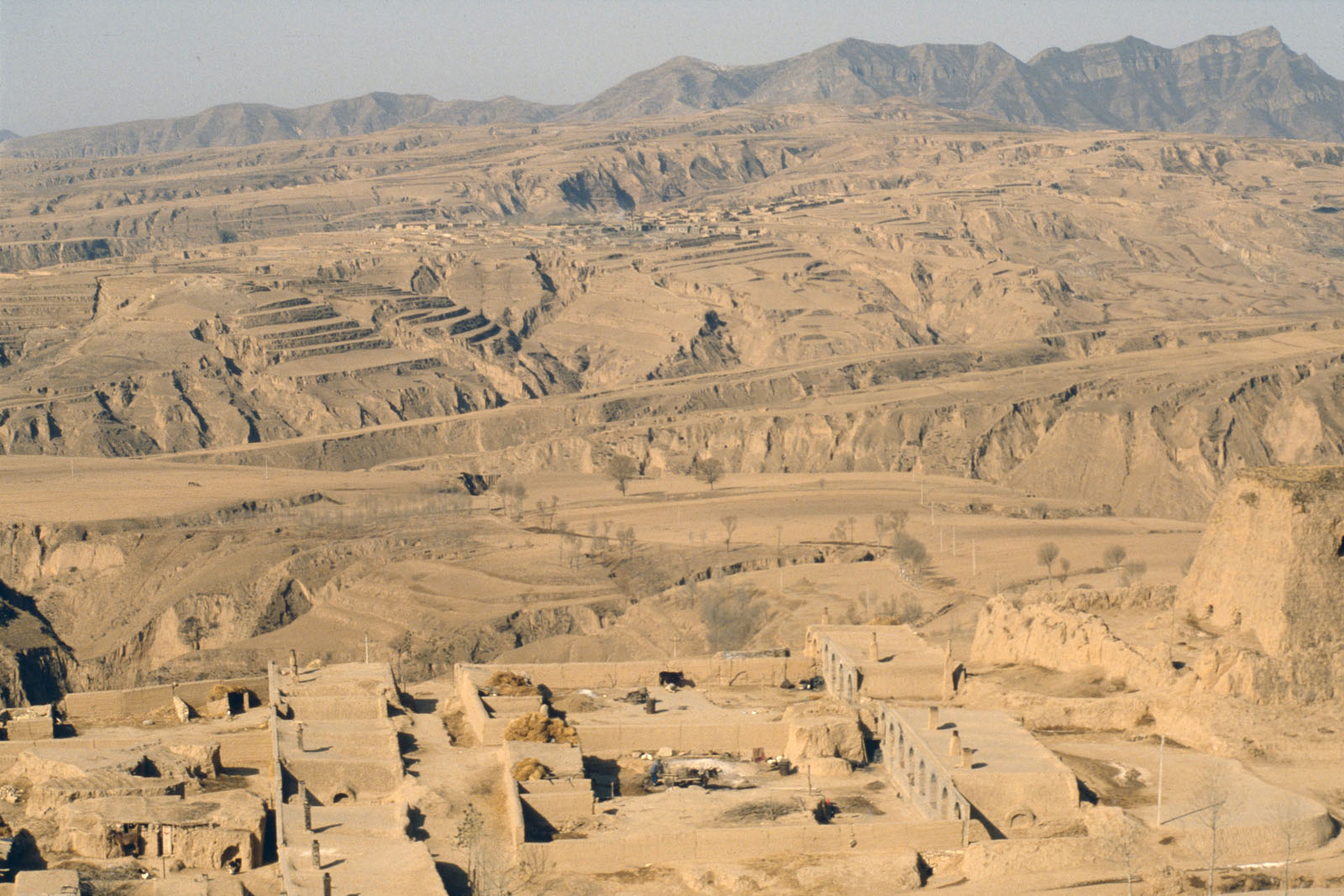
منظره اطراف داتونگ.

داتونگ (به چینی: 大同 به انگلیسی: Datong) یکی از شهرهای کشور جمهوری خلق چین است. جمعیت آن در سال ۲۰۰۸ میلادی برابر ۱،۰۵۹۸۷۷ نفر تخمین زده شده است . جمعیت آن با حومه بیش از سه میلیون و صد هزار نفر است .
داتونگ در استان شانشی در شرق چین قرار گرفته است.